# Parma Calcio 1913 2021-2022
Questa voce raccoglie le informazioni riguardanti il Parma Calcio 1913 nelle competizioni ufficiali della stagione 2021-2022.

## Stagione
La stagione 2021-2022 è per il Parma la 28ª partecipazione alla seconda serie del Campionato italiano di calcio, a seguito dalla retrocessione dalla Serie A. La stagione gialloblu inizia con l'arrivo in panchina di Enzo Maresca e con il grande ritorno tra i pali di Gianluigi Buffon, a vent'anni di distanza dalla conclusione della prima esperienza col club emiliano. A stagione in corso la fascia da capitano passa dall'italosvedese Riccardo Gagliolo, che viene ceduto alla Salernitana, al portiere italiano.
La stagione agonistica inizia il 15 agosto, con l'esordio in Coppa Italia, venendo eliminato ai trentaduesimi di finale dal Lecce che ha vinto (1-3) in casa degli emiliani. In campionato la partenza non è stata quella che si sperava, il 23 novembre, così dopo 13 giornate Maresca viene esonerato, lasciando i ducali al quattordicesimo posto in classifica e venendo sostituito da Beppe Iachini. Al termine del girone di andata i crociati hanno 24 punti a metà classifica. Stessa falsariga nel girone di ritorno chiuso con 25 punti, sempre equidistanti da Play-off e Play-out.

## Divise e sponsor
Il fornitore tecnico per la stagione 2021-2022 è Erreà.
Gli sponsor di maglia sono i seguenti:
- Cetilar,[8] il cui marchio appare al centro delle divise
- Gravity Sport,[9] sulla parte destra del petto.
- Canovi Coperture,[10] sulla manica sinistra
- Ego Airways,[10] sul retro sotto il numero di maglia
- Colser,[11] sui pantaloncini

| Casa | Trasferta | Terza divisa |

## Rosa
| N. |                           | Ruolo | Calciatore                  |
| -- | ------------------------- | ----- | --------------------------- |
| 1  | Italia (bandiera)         | P     | Gianluigi Buffon (capitano) |
| 2  | Italia (bandiera)         | D     | Simone Iacoponi             |
| 3  | Belgio (bandiera)         | D     | Daan Dierckx                |
| 4  | Ungheria (bandiera)       | D     | Botond Balogh               |
| 5  | Svezia (bandiera)         | D     | Riccardo Gagliolo           |
| 5  | Brasile (bandiera)        | D     | Danilo                      |
| 7  | Italia (bandiera)         | A     | Daniele Iacoponi            |
| 7  | Italia (bandiera)         | C     | Francesco Cassata           |
| 8  | Argentina (bandiera)      | C     | Juan Brunetta               |
| 9  | Italia (bandiera)         | A     | Gennaro Tutino              |
| 10 | Argentina (bandiera)      | C     | Franco Vázquez              |
| 11 | Croazia (bandiera)        | C     | Stanko Jurić                |
| 14 | Italia (bandiera)         | D     | Giovanni Vaglica            |
| 15 | Italia (bandiera)         | D     | Enrico Delprato             |
| 16 | Uruguay (bandiera)        | C     | Gastón Brugman              |
| 16 | Spagna (bandiera)         | C     | Adrián Bernabé              |
| 17 | Polonia (bandiera)        | A     | Adrian Benedyczak           |
| 18 | Italia (bandiera)         | A     | Giacomo Marconi             |
| 19 | Svizzera (bandiera)       | A     | Simon Sohm                  |
| 20 | Grecia (bandiera)         | D     | Vasileios Zagaritīs         |
| 21 | Italia (bandiera)         | C     | Pasquale Schiattarella      |
| 22 | Slovenia (bandiera)       | P     | Martin Turk                 |
| 23 | Costa d'Avorio (bandiera) | C     | Drissa Camara               |

| N. |                               | Ruolo | Calciatore         |
| -- | ----------------------------- | ----- | ------------------ |
| 24 | Venezuela (bandiera)          | D     | Yordan Osorio      |
| 25 | Belgio (bandiera)             | D     | Elias Cobbaut      |
| 26 | Francia (bandiera)            | D     | Woyo Coulibaly     |
| 27 | Belgio (bandiera)             | D     | Maxime Busi        |
| 27 | Macedonia del Nord (bandiera) | A     | Goran Pandev       |
| 28 | Romania (bandiera)            | A     | Valentin Mihăilă   |
| 29 | Francia (bandiera)            | C     | Aliou Traoré       |
| 30 | Argentina (bandiera)          | D     | Lautaro Valenti    |
| 33 | Italia (bandiera)             | P     | Luigi Sepe         |
| 34 | Italia (bandiera)             | P     | Simone Colombi     |
| 37 | Francia (bandiera)            | A     | Ange-Yoan Bonny    |
| 39 | Australia (bandiera)          | D     | Alessandro Circati |
| 44 | Italia (bandiera)             | D     | Filippo Costa      |
| 45 | Italia (bandiera)             | A     | Roberto Inglese    |
| 50 | Paesi Bassi (bandiera)        | D     | Jayden Oosterwolde |
| 72 | Francia (bandiera)            | D     | Vincent Laurini    |
| 77 | Portogallo (bandiera)         | A     | Félix Correia      |
| 84 | Lettonia (bandiera)           | A     | Dario Šits         |
| 85 | Italia (bandiera)             | A     | Mattia Sprocati    |
| 90 | Italia (bandiera)             | D     | Andrea Rispoli     |
| 98 | Romania (bandiera)            | A     | Dennis Man         |
| 99 | Nigeria (bandiera)            | A     | Simy               |

## Calciomercato

### Sessione estiva(dal 01/07 al 31/08)
| Acquisti         | Acquisti               | Acquisti           | Acquisti                |
| R.               | Nome                   | da                 | Modalità                |
| ---------------- | ---------------------- | ------------------ | ----------------------- |
| P                | Gianluigi Buffon       | Juventus           | svincolato              |
| D                | Elias Cobbaut          | Anderlecht         | prestito                |
| D                | Woyo Coulibaly         | Le Havre           | definitivo              |
| D                | Danilo                 | Bologna            | svincolato              |
| D                | Enrico Delprato        | Atalanta           | prestito                |
| C                | Adrián Bernabé         | Manchester City    | svincolato              |
| C                | Stanko Jurić           | Hajduk Spalato     | definitivo (2 mln €)    |
| C                | Pasquale Schiattarella | Benevento          | definitivo              |
| C                | Franco Vázquez         | Siviglia           | svincolato              |
| A                | Adrian Benedyczak      | Pogoń Stettino     | definitivo (2 mln €)    |
| A                | Ange-Yoan Bonny        | Châteauroux        | definitivo              |
| A                | Félix Correia          | Juventus           | prestito                |
| A                | Daniele Iacoponi       | Arezzo             | svincolato              |
| A                | Gennaro Tutino         | Napoli             | prestito                |
| Altre operazioni |                        |                    |                         |
| R.               | Nome                   | da                 | Modalità                |
| P                | Fabrizio Alastra       | Pescara            | fine prestito           |
| P                | Andrea Dini            | Padova             | fine prestito           |
| D                | Abdoul Bane            | Gozzano            | fine prestito           |
| D                | Kastriot Dermaku       | Lecce              | fine prestito           |
| D                | Michele Laraspata      | Ħamrun Spartans    | fine prestito           |
| D                | Alessandro Martella    | Fano               | fine prestito           |
| D                | Niccolò Monti          | Fano               | fine prestito           |
| D                | Giacomo Ricci          | Venezia            | fine prestito           |
| D                | Mamadou Togola         | Recanatese         | fine prestito           |
| D                | Lautaro Valenti        | Lanús              | definitivo (10,5 mln €) |
| D                | Lorenzo Vecchi         | Adriese            | fine prestito           |
| C                | Gabriele Carannante    | Turris             | fine prestito           |
| C                | Wylan Cyprien          | Nizza              | definitivo (6,7 mln €)  |
| C                | Redi Kasa              | Fermana            | fine prestito           |
| C                | Moussa Koné            | IFK Mariehamn      | fine prestito           |
| C                | Matías Mir             | Peñarol            | svincolato              |
| C                | Stefano Palmucci       | Triestina          | fine prestito           |
| C                | Lorenzo Simonetti      | Pistoiese          | fine prestito           |
| A                | Andrea Adorante        | Virtus Francavilla | fine prestito           |
| A                | Walid Cheddira         | Mantova            | fine prestito           |
| A                | Andreas Cornelius      | Atalanta           | definitivo (8,4 mln €)  |
| A                | Alessio Da Cruz        | Groningen          | fine prestito           |
| A                | Francesco Golfo        | Catania            | fine prestito           |
| A                | Anas Haj Mohamed       | Chievo             | svincolato              |
| A                | Eric Lanini            | Novara             | fine prestito           |
| A                | Salvatore Leotta       | Biancavilla        | fine prestito           |
| A                | Manuel Nocciolini      | Renate             | fine prestito           |
| A                | Fabian Pavone          | Carrarese          | fine prestito           |
| A                | Ledjan Sahitaj         | Grasshoppers       | definitivo              |
| A                | Luca Siligardi         | Reggiana           | fine prestito           |

| Cessioni         | Cessioni                | Cessioni            | Cessioni                         |
| R.               | Nome                    | a                   | Modalità                         |
| ---------------- | ----------------------- | ------------------- | -------------------------------- |
| D                | Bruno Alves             | Famalicão           | svincolato                       |
| D                | Mattia Bani             | Genoa               | fine prestito                    |
| D                | Andrea Conti            | Milan               | fine prestito                    |
| D                | Riccardo Gagliolo       | Salernitana         | definitivo                       |
| D                | Giuseppe Pezzella       | Atalanta            | prestito                         |
| C                | Gastón Brugman          | Real Oviedo         | prestito                         |
| C                | Wylan Cyprien           | Nantes              | prestito                         |
| C                | Alberto Grassi          | Cagliari            | prestito                         |
| C                | Hernani                 | Genoa               | prestito con obbligo di riscatto |
| C                | Juraj Kucka             | Watford             | prestito                         |
| C                | Jasmin Kurtić           | PAOK                | prestito                         |
| C                | Hans Nicolussi Caviglia | Juventus            | fine prestito                    |
| A                | Andreas Cornelius       | Trabzonspor         | definitivo (5 mln €)             |
| A                | Gervinho                | Trabzonspor         | svincolato                       |
| A                | Graziano Pellè          |                     | svincolato                       |
| A                | Joshua Zirkzee          | Bayern Monaco       | fine prestito                    |
| Altre operazioni |                         |                     |                                  |
| R.               | Nome                    | a                   | Modalità                         |
| P                | Fabrizio Alastra        | Foggia              | definitivo                       |
| P                | Andrea Dini             | Fidelis Andria      | svincolato                       |
| P                | Filippo Rinaldi         | Montevarchi         | prestito                         |
| D                | Abdoul Bane             | Gozzano             | definitivo                       |
| D                | Kastriot Dermaku        | Lecce               | definitivo                       |
| D                | Yves Kouadio            |                     | svincolato                       |
| D                | Niccolò Monti           |                     | svincolato                       |
| D                | Giacomo Ricci           | Bari                | definitivo                       |
| D                | Giacomo Ruggeri         | Arezzo              | prestito                         |
| D                | Mamadou Togola          | Correggese          | definitivo                       |
| D                | Lorenzo Vecchi          | Borgo San Donnino   | svincolato                       |
| C                | Gabriele Carannante     |                     | svincolato                       |
| C                | Redi Kasa               | Septemvri Sofia     | svincolato                       |
| C                | Moussa Koné             | Pro Sesto           | prestito                         |
| C                | Márk Kosznovszky        | MTK Budapest        | definitivo                       |
| C                | Vincenzo Mustacciolo    | Acireale            | prestito                         |
| C                | Stefano Palmucci        | Turris              | prestito                         |
| C                | Lorenzo Simonetti       | Messina             | definitivo                       |
| C                | Chaka Traorè            | Milan               | definitivo                       |
| A                | Andrea Adorante         | Messina             | prestito                         |
| A                | Gabriele Artistico      | Lokomotiva Zagabria | prestito                         |
| A                | Walid Cheddira          | Bari                | prestito                         |
| A                | Alessio Da Cruz         | Santos Laguna       | prestito                         |
| A                | Francesco Golfo         | Vibonese            | prestito                         |
| A                | Eric Lanini             | Reggiana            | prestito                         |
| A                | Salvatore Leotta        | Carlentini          | definitivo                       |
| A                | Paolo Napoletano        | Virton              | prestito                         |
| A                | Manuel Nocciolini       | Monopoli            | definitivo                       |
| A                | Fabian Pavone           | Turris              | prestito                         |

### Operazioni tra le due sessioni
| Acquisti | Acquisti       | Acquisti | Acquisti   |
| R.       | Nome           | da       | Modalità   |
| -------- | -------------- | -------- | ---------- |
| D        | Andrea Rispoli |          | svincolato |
| C        | Aliou Taroré   |          | svincolato |

| Cessioni | Cessioni     | Cessioni         | Cessioni |
| R.       | Nome         | a                | Modalità |
| -------- | ------------ | ---------------- | -------- |
| A        | Yann Karamoh | Fatih Karagümrük | prestito |

### Sessione invernale(dal 03/01 al 31/01)
| Acquisti         | Acquisti             | Acquisti            | Acquisti      |
| R.               | Nome                 | da                  | Modalità      |
| ---------------- | -------------------- | ------------------- | ------------- |
| D                | Filippo Costa        | Napoli              | prestito      |
| D                | Jayden Oosterwolde   | Twente              | prestito      |
| C                | Francesco Cassata    | Genoa               | prestito      |
| A                | Goran Pandev         | Genoa               | definitivo    |
| A                | Simy                 | Salernitana         | prestito      |
| Altre operazioni |                      |                     |               |
| R.               | Nome                 | da                  | Modalità      |
| D                | Rareș Daniel Fătu    | Farul Costanza      | definitivo    |
| D                | Bence Komlósi        | Diósgyőr            | definitivo    |
| C                | Antoine Hainaut      | Boulogne            | definitivo    |
| C                | Vincenzo Mustacciolo | Acireale            | fine prestito |
| C                | Stefano Palmucci     | Turris              | fine prestito |
| C                | Dren Terrnava        | TPS                 | definitivo    |
| A                | Gabriele Artistico   | Lokomotiva Zagabria | fine prestito |
| A                | Alessio Da Cruz      | Santos Laguna       | fine prestito |
| A                | Paolo Napoletano     | Virton              | fine prestito |
| A                | Muhamed Tehe Olawale | IFK Mariehamn       | fine prestito |

| Cessioni         | Cessioni             | Cessioni         | Cessioni   |
| R.               | Nome                 | a                | Modalità   |
| ---------------- | -------------------- | ---------------- | ---------- |
| P                | Luigi Sepe           | Salernitana      | prestito   |
| D                | Maxime Busi          | Stade Reims      | prestito   |
| D                | Simone Iacoponi      | Teramo           | svincolato |
| A                | Daniele Iacoponi     | Pordenone        | prestito   |
| A                | Valentin Mihăilă     | Atalanta         | prestito   |
| Altre operazioni |                      |                  |            |
| R.               | Nome                 | a                | Modalità   |
| D                | Davide Cipolletti    | Carsko Selo      | prestito   |
| D                | Matteo Lucarelli     | Carsko Selo      | prestito   |
| D                | Alessandro Martella  | Carsko Selo      | prestito   |
| C                | Antoine Hainaut      | Boulogne         | prestito   |
| C                | Vincenzo Mustacciolo | Paternò          | definitivo |
| C                | Stefano Palmucci     | Carsko Selo      | prestito   |
| A                | Nicola Antognoni     | Perugia          | prestito   |
| A                | Gabriele Artistico   | Monterosi Tuscia | prestito   |
| A                | Alessio Da Cruz      | L.R. Vicenza     | prestito   |
| A                | Paolo Napoletano     | Pescara          | prestito   |
| A                | Muhamed Tehe Olawale | Voluntari        | prestito   |
| A                | Luca Siligardi       | Feralpisalò      | definitivo |

## Risultati

### Serie B

#### Girone di andata
| Arbitro: | Irrati (Pistoia) |

|                            |           |                    |
| Zerbin 31’ Charpentier 89’ | Marcatori | 41’ Tutino 52’ Man |

| Arbitro: | Colombo (Como) |

|               |           |  |
| Mihăilă 90+7’ | Marcatori |  |

| Arbitro: | Maggioni (Lecco) |

|  |           |                                           |
|  | Marcatori | 19’ Vázquez 38’ Jurić 64’ Inglese 80’ Man |

| Arbitro: | Volpi (Arezzo) |

|             |           |                     |
| Mihăilă 69’ | Marcatori | 3’ Fagioli 35’ Vido |

| Arbitro: | Serra (Torino) |

|                                          |           |                |
| Sørensen 66’ M. Defendi 75’ Falletti 87’ | Marcatori | 76’ Benedyczak |

| Arbitro: | Prontera (Bologna) |

|              |           |           |
| Delprato 53’ | Marcatori | 13’ Lucca |

| Arbitro: | Paterna (Teramo) |

|                           |           |                        |
| Viviani 82’ Colombo 90+1’ | Marcatori | 27’ Tutino 67’ Vázquez |

| Parma 17 ottobre 2021, ore 16:15 CEST 8ª giornata | Parma            | 0 – 0 referto | Monza | Stadio Ennio Tardini (7 555 spett.)\| Arbitro: \| Maresca (Napoli) \| |
| Arbitro:                                          | Maresca (Napoli) |               |       |                                                                       |

| Arbitro: | Zufferli (Udine) |

|                                |           |             |
| Ménez 14’ Gălăbinov 72’ (rig.) | Marcatori | 82’ Vázquez |

| Arbitro: | Dionisi (L'Aquila) |

|                    |           |                            |
| Baldini 78’ (rig.) | Marcatori | 23’ Vázquez 59’ Benedyczak |

| Arbitro: | Baroni (Firenze) |

|                |           |  |
| Benedyczak 43’ | Marcatori |  |

| Arbitro: | Ghersini (Genova) |

|                                         |           |  |
| Coda 16’, 31’ (rig.), 44’ Strefezza 37’ | Marcatori |  |

| Arbitro: | Miele (Nola) |

|           |           |                |
| Jurić 12’ | Marcatori | 73’ Tiritiello |

| Arbitro: | Massa (Imperia) |

|             |           |             |
| Gliozzi 52’ | Marcatori | 85’ Inglese |

| Arbitro: | Cosso (Reggio Calabria) |

|  |           |            |
|  | Marcatori | 7’ Cistana |

| Ascoli Piceno 5 dicembre 2021, ore 14:00 CET 16ª giornata | Ascoli           | 0 – 0 referto | Parma | Stadio Cino e Lillo Del Duca (6 837 spett.)\| Arbitro: \| Minelli (Varese) \| |
| Arbitro:                                                  | Minelli (Varese) |               |       |                                                                               |

| Arbitro: | Santoro (Messina) |

|             |           |            |
| Inglese 11’ | Marcatori | 48’ Sgarbi |

| Arbitro: | Manganiello (Pinerolo) |

|  |           |                            |
|  | Marcatori | 31’ Vázquez 42’ Benedyczak |

| Arbitro: | Meraviglia (Pistoia) |

|             |           |            |
| Vázquez 37’ | Marcatori | 89’ Marras |

#### Girone di ritorno
| Arbitro: | Di Martino (Teramo) |

|  |           |               |
|  | Marcatori | 72’ Cicerelli |

| Benevento 15 gennaio 2022, ore 14:00 CET 21ª giornata | Benevento          | 0 – 0 referto | Parma | Stadio Ciro Vigorito (3 135 spett.)\| Arbitro: \| Marinelli (Tivoli) \| |
| Arbitro:                                              | Marinelli (Tivoli) |               |       |                                                                         |

| Arbitro: | Camplone (Pescara) |

|                                               |           |              |
| Pandev 55’ Man 67’ Vázquez 69’ Benedyczak 79’ | Marcatori | 12’ Di Serio |

| Arbitro: | Cosso (Reggio Calabria) |

|                                    |           |          |
| Báez 20’ Gondo 56’ Zanimacchia 59’ | Marcatori | 62’ Simy |

| Arbitro: | Minelli (Varese) |

|                         |           |                                              |
| Cobbaut 16’ Vázquez 22’ | Marcatori | 4’ A. Donnarumma 11’ Partipilo 58’ Pettinari |

| Pisa 19 febbraio 2022, ore 18:30 CET 25ª giornata | Pisa             | 0 – 0 referto | Parma | Stadio Arena Garibaldi-Romeo Anconetani (5 660 spett.)\| Arbitro: \| Abisso (Palermo) \| |
| Arbitro:                                          | Abisso (Palermo) |               |       |                                                                                          |

| Arbitro: | Marini (Roma) |

|                                                   |           |  |
| Tutino 27’ Bernabé 33’ Vázquez 62’ Benedyczak 68’ | Marcatori |  |

| Arbitro: | Valeri (Roma) |

|             |           |             |
| Gytkjær 87’ | Marcatori | 30’ Vázquez |

| Arbitro: | Abbattista (Molfetta) |

|              |           |                    |
| Brunetta 20’ | Marcatori | 65’ (aut.) Cobbaut |

| Arbitro: | Marchetti (Ostia Lido) |

|           |           |                    |
| Jurić 81’ | Marcatori | 26’ (rig.) Beretta |

| Arbitro: | Pezzuto (Lecce) |

|  |           |            |
|  | Marcatori | 32’ Tutino |

| Parma 19 marzo 2022, ore 14:00 CET 31ª giornata | Parma            | 0 – 0 referto | Lecce | Stadio Ennio Tardini (7 916 spett.)\| Arbitro: \| Rapuano (Rimini) \| |
| Arbitro:                                        | Rapuano (Rimini) |               |       |                                                                       |

| Arbitro: | Marini (Roma) |

|                     |           |                            |
| Larrivey 75’ (rig.) | Marcatori | 9’, 88’ Bernabé 47’ Danilo |

| Arbitro: | Meraviglia (Pistoia) |

|                                         |           |                                |
| Vázquez 31’ Bernabé 77’, 81’ Tutino 85’ | Marcatori | 61’, 67’, 90+1’ (rig.) Gliozzi |

| Arbitro: | Ghersini (Genova) |

|           |           |  |
| Moreo 64’ | Marcatori |  |

| Arbitro: | Marcenaro (Genova) |

|  |           |             |
|  | Marcatori | 43’ Bidaoui |

| Arbitro: | Di Martino (Teramo) |

|                              |           |             |
| Burrai 5’ (rig.) Olivieri 7’ | Marcatori | 72’ Vázquez |

| Arbitro: | Paterna (Teramo) |

|                         |           |                          |
| Cobbaut 43’ Vázquez 58’ | Marcatori | 17’ Palombi 81’ Pierozzi |

| Arbitro: | Colombo (Como) |

|  |           |             |
|  | Marcatori | 30’ Vázquez |

### Coppa Italia
| Arbitro: | Serra (Torino) |

|             |           |                       |
| Brunetta 7’ | Marcatori | 9’, 76’ Coda 40’ Tuia |

## Statistiche

### Statistiche di squadra
Statistiche aggiornate al 6 maggio 2022.
| Competizione | Punti | In casa | In casa | In casa | In casa | In casa | In casa | In trasferta | In trasferta | In trasferta | In trasferta | In trasferta | In trasferta | Totale | Totale | Totale | Totale | Totale | Totale | DR |
| Competizione | Punti | G       | V       | N       | P       | Gf      | Gs      | G            | V            | N            | P            | Gf           | Gs           | G      | V      | N      | P      | Gf     | Gs     | DR |
| ------------ | ----- | ------- | ------- | ------- | ------- | ------- | ------- | ------------ | ------------ | ------------ | ------------ | ------------ | ------------ | ------ | ------ | ------ | ------ | ------ | ------ | -- |
| Serie B      | 49    | 19      | 5       | 9       | 5       | 25      | 20      | 19           | 6            | 7            | 6            | 23           | 23           | 38     | 11     | 16     | 11     | 48     | 43     | +5 |
| Coppa Italia | -     | 1       | 0       | 0       | 1       | 1       | 3       | 0            | 0            | 0            | 0            | 0            | 0            | 1      | 0      | 0      | 1      | 1      | 3      | -2 |
| Totale       | -     | 20      | 5       | 9       | 6       | 26      | 23      | 19           | 6            | 7            | 6            | 23           | 23           | 39     | 11     | 16     | 12     | 49     | 46     | +3 |

### Andamento in campionato
| Giornata  | 1  | 2 | 3 | 4 | 5  | 6  | 7  | 8  | 9  | 10 | 11 | 12 | 13 | 14 | 15 | 16 | 17 | 18 | 19 | 20 | 21 | 22 | 23 | 24 | 25 | 26 | 27 | 28 | 29 | 30 | 31 | 32 | 33 | 34 | 35 | 36 | 37 | 38 |
| --------- | -- | - | - | - | -- | -- | -- | -- | -- | -- | -- | -- | -- | -- | -- | -- | -- | -- | -- | -- | -- | -- | -- | -- | -- | -- | -- | -- | -- | -- | -- | -- | -- | -- | -- | -- | -- | -- |
| Luogo     | T  | C | T | C | T  | C  | T  | C  | T  | T  | C  | T  | C  | T  | C  | T  | C  | T  | C  | C  | T  | C  | T  | C  | T  | C  | T  | C  | C  | T  | C  | T  | C  | T  | C  | T  | C  | T  |
| Risultato | N  | V | V | P | P  | N  | N  | N  | P  | V  | V  | P  | N  | N  | P  | N  | N  | V  | N  | P  | N  | V  | P  | P  | N  | V  | N  | N  | N  | V  | N  | V  | V  | P  | P  | P  | N  | V  |
| Posizione | 11 | 7 | 4 | 8 | 12 | 13 | 12 | 12 | 14 | 13 | 10 | 14 | 14 | 14 | 14 | 15 | 15 | 13 | 13 | 13 | 13 | 12 | 13 | 14 | 14 | 13 | 14 | 14 | 14 | 13 | 14 | 14 | 10 | 12 | 13 | 13 | 13 | 12 |

Legenda:

Luogo: C = Casa; T = Trasferta. Risultato: V = Vittoria; N = Pareggio; P = Sconfitta.

### Statistiche dei giocatori
Sono in corsivo i calciatori che hanno lasciato la società a stagione in corso.
| Giocatore        | Serie B  | Serie B | Serie B     | Serie B    | Coppa Italia | Coppa Italia | Coppa Italia | Coppa Italia | Totale   | Totale | Totale      | Totale     |
| Giocatore        | Presenze | Reti    | Ammonizioni | Espulsioni | Presenze     | Reti         | Ammonizioni  | Espulsioni   | Presenze | Reti   | Ammonizioni | Espulsioni |
| ---------------- | -------- | ------- | ----------- | ---------- | ------------ | ------------ | ------------ | ------------ | -------- | ------ | ----------- | ---------- |
| B. Balogh        | 4        | 0       | 3           | 0          | 1            | 0            | 0            | 0            | 5        | 0      | 3           | 0          |
| A. Benedyczak    | 31       | 6       | 3           | 0          | 1            | 0            | 0            | 0            | 32       | 6      | 3           | 0          |
| A. Bernabé       | 16       | 5       | 9           | 0          | 0            | 0            | 0            | 0            | 16       | 5      | 9           | 0          |
| A. Bonny         | 13       | 0       | 0           | 0          | 0            | 0            | 0            | 0            | 13       | 0      | 0           | 0          |
| G. Brugman       | 1        | 0       | 0           | 0          | 0            | 0            | 0            | 0            | 1        | 0      | 0           | 0          |
| J. Brunetta      | 25       | 1       | 7           | 1          | 1            | 1            | 0            | 0            | 26       | 2      | 7           | 1          |
| G. Buffon        | 26       | -27     | 0           | 0          | 0            | 0            | 0            | 0            | 26       | -27    | 0           | 0          |
| M. Busi          | 6        | 0       | 1           | 0          | 0            | 0            | 0            | 0            | 6        | 0      | 1           | 0          |
| D. Camara        | 4        | 0       | 2           | 0          | 0            | 0            | 0            | 0            | 4        | 0      | 2           | 0          |
| F. Cassata       | 1        | 0       | 0           | 0          | 0            | 0            | 0            | 0            | 1        | 0      | 0           | 0          |
| A. Circati       | 6        | 0       | 1           | 0          | 0            | 0            | 0            | 0            | 6        | 0      | 1           | 0          |
| E. Cobbaut       | 35       | 2       | 5           | 0          | 0            | 0            | 0            | 0            | 35       | 2      | 5           | 0          |
| S. Colombi       | 3        | -7      | 0           | 0          | 1            | -3           | 0            | 0            | 4        | -10    | 0           | 0          |
| F. Correia       | 21       | 0       | 1           | 0          | 0            | 0            | 0            | 0            | 21       | 0      | 1           | 0          |
| F. Costa         | 3        | 0       | 0           | 0          | 0            | 0            | 0            | 0            | 3        | 0      | 0           | 0          |
| W. Coulibaly     | 21       | 0       | 5           | 0          | 0            | 0            | 0            | 0            | 21       | 0      | 5           | 0          |
| Danilo           | 29       | 1       | 11          | 0          | 0            | 0            | 0            | 0            | 29       | 1      | 11          | 0          |
| E. Delprato      | 34       | 1       | 7           | 0          | 0            | 0            | 0            | 0            | 34       | 1      | 7           | 0          |
| D. Dierckx       | 0        | 0       | 0           | 0          | 0            | 0            | 0            | 0            | 0        | 0      | 0           | 0          |
| R. Gagliolo      | 1        | 0       | 1           | 0          | 1            | 0            | 0            | 0            | 2        | 0      | 1           | 0          |
| D. Iacoponi      | 4        | 0       | 1           | 0          | 1            | 0            | 0            | 0            | 5        | 0      | 1           | 0          |
| S. Iacoponi      | 0        | 0       | 0           | 0          | 0            | 0            | 0            | 0            | 0        | 0      | 0           | 0          |
| R. Inglese       | 24       | 3       | 1           | 0          | 1            | 0            | 0            | 0            | 25       | 3      | 1           | 0          |
| S. Jurić         | 36       | 3       | 8           | 0          | 1            | 0            | 0            | 0            | 37       | 3      | 8           | 0          |
| D. Man           | 26       | 3       | 4           | 0          | 1            | 0            | 0            | 0            | 27       | 3      | 4           | 0          |
| V. Mihăilă       | 13       | 2       | 4           | 0          | 0            | 0            | 0            | 0            | 13       | 2      | 4           | 0          |
| J. Oosterwolde   | 5        | 0       | 1           | 0          | 0            | 0            | 0            | 0            | 5        | 0      | 1           | 0          |
| Y. Osorio        | 15       | 0       | 2           | 0          | 1            | 0            | 0            | 0            | 16       | 0      | 2           | 0          |
| G. Pandev        | 11       | 1       | 1           | 0          | 0            | 0            | 0            | 0            | 11       | 1      | 1           | 0          |
| A. Rispoli       | 20       | 0       | 1           | 0          | 0            | 0            | 0            | 0            | 20       | 0      | 1           | 0          |
| P. Schiattarella | 18       | 0       | 4           | 0          | 0            | 0            | 0            | 0            | 18       | 0      | 4           | 0          |
| Simy             | 12       | 1       | 1           | 1          | 0            | 0            | 0            | 0            | 12       | 1      | 1           | 1          |
| D. Šits          | 3        | 0       | 0           | 0          | 0            | 0            | 0            | 0            | 3        | 0      | 0           | 0          |
| S. Sohm          | 28       | 0       | 5           | 0          | 1            | 0            | 1            | 0            | 29       | 0      | 6           | 0          |
| A. Traoré        | 2        | 0       | 0           | 0          | 0            | 0            | 0            | 0            | 2        | 0      | 0           | 0          |
| M. Turk          | 10       | -9      | 1           | 0          | 0            | 0            | 0            | 0            | 10       | -9     | 1           | 0          |
| G. Tutino        | 27       | 5       | 4           | 0          | 1            | 0            | 0            | 0            | 28       | 5      | 4           | 0          |
| L. Valenti       | 3        | 0       | 0           | 0          | 1            | 0            | 0            | 0            | 4        | 0      | 0           | 0          |
| F. Vázquez       | 34       | 13      | 8           | 2          | 1            | 0            | 0            | 0            | 35       | 13     | 8           | 2          |
| V. Zagaritīs     | 5        | 0       | 0           | 0          | 0            | 0            | 0            | 0            | 5        | 0      | 0           | 0          |